# 무안 분매사
분매사는 대한민국 전라남도 무안군 해제면에 있다. 2009년 4월 16일 무안군의 향토문화유산 제7호로 지정되었다.

## 개요
파평윤씨의 명조(名祖)들을 제향하는 분매사는 1750년(영조 26)의 후손들에 의해 함평군 해보면 모평마을에 창건하였던 것이다. 그 후 1서원훼철령(1868)에 의해 훼철되었다가, 1919년 후손들이 많이 살고 있는 현재의 소재지로 이전 복설하였으며, 그 후 2차례의 중수를 거쳐, 1985년 현재의 새 건물을 구지(舊地)의 서편에 이건하였다. 윤길(尹吉)·윤덕생(尹德生)·윤예형(尹禮衡)·윤지원(尹之元)을 추배하여 현재는 4위를 배향하고 있다. 윤지원(尹之元)은 조선 인조 병자호란 때 공을 세운 인물이다.